# Tails and the Music Maker
Tails and the Music Maker (angleško dobesedno Tails in izdelovalec glasbe) je videoigra franšize Ježek Sonic japonskega podjetja Sega. Izšla je leta 1995 za konzolo Sega Pico.
To je tretja igra v franšizi, v kateri je glavni junak Tails.

## Potek igre
Cilj igre je učenje o glasbenih lestvicah, tempu, ritmu in raznih inštrumentih. Igralec lahko tudi riše in ustvari svoje glasbeno delo.
Igra ima šest strani na katerih se (z izjemo prve) nahajajo aktivnosti:
1. Naslovna stran
2. Travels with Tails[3]
3. Percussion Pinball[4]
4. The Great Wall of Music[5]
5. Making a Musical Match,[6] Match That Tone[7]
6. The Recording Studio[8]

## Zanimivosti
- To je edina igra, katere glavni lik je Tails in nima nobene rdeče niti.
- To je edina igra v kateri je uporabljen Tailsov izgled iz risank Dogodivščine ježka Sonica in Ježek Sonic.

## Skilici
1. ↑  »Tails and the Music Maker - Overview - allgame«. web.archive.org. 16. november 2014. Arhivirano iz prvotnega spletišča dne 16. novembra 2014. Pridobljeno 4. aprila 2023.
2. ↑  »File:TailsMusicMaker Pico UK manual.pdf - Sonic Retro«. info.sonicretro.org. Pridobljeno 4. aprila 2023.
3. ↑  »File:TailsMusicMaker Pico UK manual.pdf - Sonic Retro«. info.sonicretro.org. Pridobljeno 4. aprila 2023.
4. ↑  »File:TailsMusicMaker Pico UK manual.pdf - Sonic Retro«. info.sonicretro.org. Pridobljeno 4. aprila 2023.
5. ↑  »File:TailsMusicMaker Pico UK manual.pdf - Sonic Retro«. info.sonicretro.org. Pridobljeno 4. aprila 2023.
6. ↑  »File:TailsMusicMaker Pico UK manual.pdf - Sonic Retro«. info.sonicretro.org. Pridobljeno 4. aprila 2023.
7. ↑  »File:TailsMusicMaker Pico UK manual.pdf - Sonic Retro«. info.sonicretro.org. Pridobljeno 4. aprila 2023.
8. ↑  »File:TailsMusicMaker Pico UK manual.pdf - Sonic Retro«. info.sonicretro.org. Pridobljeno 4. aprila 2023.